# Queiroz
Queiroz är en ort i Brasilien.   Den ligger i kommunen Queiroz och delstaten São Paulo, i den södra delen av landet, 700 km söder om huvudstaden Brasília. Queiroz ligger 434 meter över havet och antalet invånare är 2 808.
Terrängen runt Queiroz är platt. Runt Queiroz är det mycket glesbefolkat, med 3 invånare per kvadratkilometer.. Närmaste större samhälle är Luiziânia, 16,3 km nordväst om Queiroz. 
Omgivningarna runt Queiroz är en mosaik av jordbruksmark och naturlig växtlighet.